# Sideritis perezlarae
Sideritis perezlarae là một loài thực vật có hoa trong họ Hoa môi. Loài này được (Borja) Rosello, Stübing & Peris miêu tả khoa học đầu tiên năm 1993.